# サダーシヴァ・ラーヤ
サダーシヴァ・ラーヤ（テルグ語：సదాశివ రాయలు, タミル語：சதாசிவ ராயன், Sadasiva Raya, 生年不詳 - 1576年）は、南インドのヴィジャヤナガル王国、トゥルヴァ朝の君主（在位：1542年 - 1569年）。

## 生涯
ヴィジャヤナガル王国の摂政トゥルヴァ・ナラサー・ナーヤカの息子ランガ・ラーヤの息子として生まれた。
1542年、ヴィジャヤナガル王アチュタ・デーヴァ・ラーヤの死後、その息子ヴェンカタ1世が王位を継承した。だが、彼はまもなくその摂政であったサラカラージュ・チンナ・ティルマラに殺害され、その際に多くの王族もともに殺害されたが、サダーシヴァ・ラーヤは運よくグッティ城に逃げることに成功した。
その後、サダーシヴァ・ラーヤは宮廷の実力者ラーマ・ラーヤ とその弟ティルマラ・デーヴァ・ラーヤに王として擁立されるに至り、ヴィジャヤナガルへと進撃した。
1543年中頃までに、ラーマ・ラーヤはサラカラージュ・チンナ・ティルマラを殺してヴィジャヤナガルを制圧し、サダーシヴァ・ラーヤは即位式を挙げ、ヴィジャヤナガル王となった。だが、当然ながら王国の実権は摂政となったラーマ・ラーヤとティルマラ・デーヴァ・ラーヤに握られていた。
1565年1月、ラーマ・ラーヤはデカン・スルターン朝との戦いに斃れ（ターリコータの戦い）、弟のティルマラ・デーヴァ・ラーヤはサダーシヴァ・ラーヤを連れ、南方のペヌコンダへ遷都する形で避難した。
1569年、サダーシヴァ・ラーヤは摂政ティルマラ・デーヴァ・ラーヤに王位を簒奪され、ここにトゥルヴァ朝は滅亡し、新たにアーラヴィードゥ朝が創始されることとなった。
サダーシヴァ・ラーヤは王位を簒奪されたのち、1576年まで生存していたという。

## 関連文献
- Prof K.A. Nilakanta Sastry, History of South India, From Prehistoric times to fall of Vijayanagar, 1955, OUP, New Delhi (Reprinted 2002)